# Ziziphus taylori
Espèce
Ziziphus taylori est une espèce de plantes à fleurs de la famille des Rhamnaceae. C'est un arbre endémique de certaines îles des Caraïbes.